# Az Egyesült Német Csapat az olimpiai játékokon
Az Egyesült Német Csapat (németül: Gesamtdeutsche Mannschaft) a Német Szövetségi Köztársaság és a Német Demokratikus Köztársaság által közösen indított olimpiai csapat volt.
A két ország ebben a formában 6 olimpián (3 nyárin és 3 télin) volt jelen, sportolóik összesen 137 érmet nyertek. Az 1956-os nyári játékokon az akkor még független állam, a Saar-vidék sportolói is részét képezték a németek által közösen indított csapatnak.
A csapat NOB-országkódja EUA, amely neve francia változatának kezdőbetűiből származik: Équipe Unifiée d'Allemagne.

## Éremtáblázatok

### Érmek a nyári olimpiai játékokon
| Olimpia         | Arany | Ezüst | Bronz | Összesen |
| 1956, Melbourne | 6     | 13    | 7     | 26       |
| 1960, Róma      | 12    | 19    | 11    | 42       |
| 1964, Tokió     | 10    | 22    | 18    | 50       |
| Összesen        | 28    | 54    | 36    | 118      |

### Érmek a téli olimpiai játékokon
| Olimpia            | Arany | Ezüst | Bronz | Összesen |
| 1956, Melbourne    | 1     | 0     | 1     | 2        |
| 1960, Squaw Valley | 4     | 3     | 1     | 8        |
| 1964, Innsbruck    | 3     | 3     | 3     | 9        |
| Összesen           | 8     | 6     | 5     | 19       |

## Érmek sportáganként

### Érmek a nyári olimpiai játékokon sportáganként
| Az Egyesült Német Csapat érmei a nyári olimpiai játékokon sportáganként | Az Egyesült Német Csapat érmei a nyári olimpiai játékokon sportáganként | Az Egyesült Német Csapat érmei a nyári olimpiai játékokon sportáganként | Az Egyesült Német Csapat érmei a nyári olimpiai játékokon sportáganként | Az olimpiai zászlaja |

| Sportág       | Arany | Ezüst | Bronz | Összesen |
| ------------- | ----- | ----- | ----- | -------- |
| Lovaglás      | 5     | 5     | 4     | 14       |
| Atlétika      | 4     | 18    | 8     | 30       |
| Kajak-kenu    | 4     | 5     | 2     | 11       |
| Evezés        | 4     | 4     | 1     | 9        |
| Műugrás       | 3     | 1     | 0     | 4        |
| Úszás         | 1     | 5     | 6     | 12       |
| Birkózás      | 1     | 5     | 3     | 9        |
| Kerékpározás  | 1     | 4     | 2     | 7        |
| Ökölvívás     | 1     | 3     | 2     | 6        |
| Vívás         | 1     | 1     | 2     | 4        |
| Torna         | 1     | 1     | 1     | 3        |
| Vitorlázás    | 1     | 1     | 1     | 3        |
| Sportlövészet | 1     | 0     | 1     | 2        |
| Cselgáncs     | 0     | 1     | 1     | 2        |
| Gyeplabda     | 0     | 0     | 1     | 1        |
| Labdarúgás    | 0     | 0     | 1     | 1        |
| Összesen      | 28    | 54    | 36    | 118      |

### Érmek a téli olimpiai játékokon sportáganként
| Az Egyesült Német Csapat érmei a téli olimpiai játékokon sportáganként | Az Egyesült Német Csapat érmei a téli olimpiai játékokon sportáganként | Az Egyesült Német Csapat érmei a téli olimpiai játékokon sportáganként | Az Egyesült Német Csapat érmei a téli olimpiai játékokon sportáganként | Az olimpiai zászlaja |

| Sportág          | Arany | Ezüst | Bronz | Összesen |
| ---------------- | ----- | ----- | ----- | -------- |
| Szánkó           | 2     | 2     | 1     | 5        |
| Alpesisí         | 2     | 1     | 2     | 5        |
| Műkorcsolya      | 1     | 2     | 0     | 3        |
| Gyorskorcsolya   | 1     | 1     | 0     | 2        |
| Északi összetett | 1     | 0     | 1     | 2        |
| Síugrás          | 1     | 0     | 1     | 2        |
| Összesen         | 8     | 6     | 5     | 19       |